# Antonína Záchvějová
Antonína Záchvějová, coniugata Nováková (Uherský Brod, 8 agosto 1934 – Bratislava, 6 settembre 2018), è stata una cestista cecoslovacca.

## Carriera
Con la Cecoslovacchia ha disputato tre edizioni dei Campionati europei (1958, 1960, 1962).